# Bezenye
Bezenye is een plaats (község) en gemeente in het Hongaarse comitaat Győr-Moson-Sopron. Bezenye telt 1612 inwoners (2001).